# Theresienhof (Rathjensdorf)
Theresienhof ist ein kleines Dorf in der Gemeinde Rathjensdorf in Nähe der Kreisstadt Plön im gleichnamigen Landkreis in Schleswig-Holstein.

## Geographie

### Lage
Theresienhof liegt südlich vom Rixdorfer Teich und nördlich der vier größeren Seen Trammer See, Kleiner Plöner See, Großer Plöner See und Schöhsee auf einer kleinen Erhebung im Gebiet der Holsteinischen Schweiz. Es handelt sich um ein Straßendorf, durch das die zwei Hauptstraßen Holzköppel und Lange Reihe führen die sich im Nordwesten des Siedlungsbereiches an einem Straßendreieck treffen.

### Nachbargemeinden
Theresienhof grenzt im Nordwesten an Trent (Lehmkuhlen) und Lehmkuhlen, im Norden an Lebrade, im Südosten an Rathjensdorf, im Süden an die Kreisstadt Plön, im Südwesten an Wittmoldt und Dörnick.

## Kultur und Sehenswürdigkeiten

### Bauwerke
Namensgeber des Dorfes ist der Theresienhof, ein eingeschossiger Backsteinbreitbau aus dem 19. Jahrhundert mit Krüppelwalmdach, Mittelrisalit, Zwerchhaus und Dreiecksgiebel.

### Grünflächen und Naherholung
Am Ortsrand im Nordwesten befindet sich ein kleiner Wald und im Ortszentrum der Dorfteich. 

## Wirtschaft und Infrastruktur

### Unternehmen
Das Gemeindegebiet ist überwiegend landwirtschaftlich geprägt und es sind einzelne, kleine Unternehmen aus diesem Wirtschaftssektor tätig. Daneben ist in einem geringen Umfang der Dienstleistungssektor mit Tourismus im Bereich der Plöner Seenplatte und der Holsteinischen Schweiz vorhanden.
- Landschlachterei Theresienhof
- Landwirtschaftliche Betriebe
- Einzelne private Ferienwohnungen

### Öffentliche Einrichtungen
Im Ortskern sind ein Dörphus (Bürgerhaus) und eine kleine Wache der Freiwilligen Feuerwehr vorhanden.

### Verkehr
Bei Rathjensdorf in östlicher Richtung von Theresienhof verläuft Bundesstraße 430 und im Südosten die Bundesstraße 76.